# 向坂樹興
向坂 樹興（さきさか たつおき、1960年3月10日 - ）は、フジ・メディア・テクノロジー（旧東京フイルム・メート）所属のフリーアナウンサー。元フジテレビアナウンサー。
趣味・特技はゴルフ、テニス、洗濯、お酒。相撲中継の実況で知られたNHKのアナウンサー向坂松彦は、父方の叔父に当たる。祖父は植物学者の向坂道治。

## 来歴・人物
東京都練馬区の出身で、早稲田実業学校高等部から早稲田大学政治経済学部経済学科へ進学。大学ではアナウンス研究会で活動していた。
大学卒業後の1982年に、アナウンサーとしてフジテレビに入社。若手時代はスポーツアナウンサーとして大相撲、プロ野球、中央競馬などを担当。1987年から『おはよう!ナイスデイ』を担当。以後情報・報道番組のキャスターを10年以上務めた。バラエティ番組への出演は少ないが、1991年には『運命GAME』の司会を担当したり、2008年には『アナ☆ログ』にも出演した。
1999年10月から先輩の須田哲夫の後任でニューヨーク支局に赴任した。通常は3、4年赴任するが、体調を崩し後輩の川端健嗣に交代して半年で帰国。帰国後はアナウンス業務の傍ら、放送開始・終了のアナウンスを担当。アナウンス室育成統括担当部長を経て、ゼネラルアナウンサー。
フジテレビが長年にわたって中継している『日本大相撲トーナメント』などなど、民放局のアナウンサーで大相撲の実況をこなせる数少ないアナウンサーであり、報道や情報やバラエティ番組もこなせる万能型のアナウンサーでもある。その一方で、2012年4月からは、プロ野球中継の実況を20年振りに再開した。
2020年の誕生日で同社の定年（60歳）へ達し、同年3月31日付で定年退職。退職後も、同局が制作する番組やスポーツ中継に出演している。また、退職以降はフジテレビ子会社である東京フイルム・メート（現在のフジ・メディア・テクノロジー）に所属。

## エピソード
- 1990年には、関西テレビの『三枝の愛ラブ!爆笑クリニック』に夫婦で出演した。
- 『めざましテレビ』の初代情報キャスターを務め、冷静、正確な原稿読みに、八木亜希子アナから「めざましの良心」と称えられた。
- フジテレビ内プロフィールにもある通り、千葉ロッテマリーンズのファンである。

## 現在の出演番組
- プロ野球中継（フジテレビONEなど）
- プロ野球ニュース（フジテレビONE）
- 緊急地震速報 - アナウンスを担当

## 過去の出演番組
フジテレビ入社時以降の出演経歴
- 日本大相撲トーナメント（実況）
- Back up〜必見!日本の元気を応援するテレビ（ナレーション）
- SWALLOWS BASEBALL L!VE（実況）
- プロ野球ニュース
- 1982年〜1980年代中ごろ - 『サンケイテレニュースFNN』
- 1982年〜1987年 - 『競馬中継』→『チャレンジ・ザ・競馬』：実況
- 1984年〜1987年 - 『3時のあなた』：リポーター
- 1990年4月〜1991年3月 - 『スポーツネットワーク』：司会
- 1991年4月～9月 - 『運命GAME』：総合司会

代表で務めたフジテレビアナウンサー時代の報道・情報番組の出演経歴
| 期間                       | 期間                       | 番組名                     | 役職                       | 担当日           |
| -------------------------- | -------------------------- | -------------------------- | -------------------------- | ---------------- |
| 1987.3.30 および 1995.10.2 | 1991.3.29 および 1998.3.27 | おはよう!ナイスデイ        | 司会                       | 平日             |
| 1991.4.5                   | 1992.3.27                  | FNNニュース・明日の天気    | キャスター                 | 金曜日           |
| 1991.4.5                   | 1992.3.27                  | FNN NEWSCOM                | キャスター                 | 金曜日           |
| 1991.10.5                  | 1996.3.30                  | THE WEEK                   | 司会                       | 土曜日           |
| 1992.4.1                   | 1992.4.3                   | ニュース&ウェザー          | ニュースコーナーキャスター | 水～金曜日       |
| 1992.4.1                   | 1993.3.31                  | FNN World Uplink           | 司会                       | 平日             |
| 1992.4.5                   | 1994.3.27                  | 日曜TOP情報                | 司会                       | 日曜日           |
| 1993.4.1                   | 1993.9.30                  | FNNスピーク                | キャスター                 | 木・金曜日       |
| 1993.4.1                   | 1993.9.30                  | 産経テレニュースFNN        | キャスター                 | 木・金曜日(午後) |
| 1994.4.1                   | 1995.3.31                  | めざましテレビ             | 情報キャスター             | 平日             |
| 1995.4.3                   | 1995.9.29                  | 3時ヨこい!                 | 司会                       | 平日             |
| 1998.4.4                   | 1999.3.27                  | FNNスピーク                | キャスター                 | 土曜日           |
| 1998.4.4                   | 1999.3.28                  | FNNスーパーニュースWEEKEND | キャスター                 | 休日             |

その他
- 2002年10月5日 - 2009年9月26日 - 『週刊フジテレビ批評』：司会
- 2005年10月9日 - 『登龍門F』：芸人大相撲お台場場所の実況
- 2008年8月24日 - 『アナ☆ログ』
- 2009年2月28日 - 『フジアナスタジオ まる生』：MC担当
- 2009年4月11日 - 『松本清張生誕100年記念作品・駅路』
- 素敵なスマートライフ（BSフジ）
- 情報プレゼンター とくダネ!（定年退職後の2020年4月からナレーターを担当）

## 主な実況歴

### GIレース
日本国内
- 安田記念（1986年）
- 天皇賞・秋（1986年）
- 朝日杯3歳ステークス（1985年）

海外
- 凱旋門賞（1986年）

### その他
- ダービー卿チャレンジトロフィー（1984年）
- 東京新聞杯（1985年）
- 日経賞（1985年、1986年）
- セントライト記念（1985年）
- アルゼンチン共和国杯（1985年）
- スプリングステークス（1986年）
- クイーンステークス（1986年）
- クイーンカップ（1987年）
- 目黒記念（1986年、1987年）
- ステイヤーズステークス（1986年）